# Брылёва, Мария Николаевна
Мария Николаевна Брылёва (25 ноября 1975, Щёлково, Московская область) — российская футболистка, защитница. Выступала за сборную России. Мастер спорта России.

## Биография
Воспитанница щёлковского спорта. Начала выступать во взрослых соревнованиях в 14-летнем возрасте, ещё в первенстве СССР. В первом чемпионате России в 1992 году играла за московский «Интеррос», стала чемпионкой и обладательницей Кубка России. В дальнейшем выступала за «Энергию» (Воронеж), «Кубаночку» (Краснодар), ЦСК ВВС (Самара). В составе «Энергии» — обладательница Кубка России 1993 года. В составе ЦСК ВВС — чемпионка России 2001 года, финалистка Кубка России 2002 года, бронзовый призёр чемпионата страны 2000 и 2003 годов. С 2005 года до конца карьеры в течение семи сезонов играла за «Рязань-ВДВ».
Играла за юниорские сборные СССР и России. Выступала за национальную сборную России, дебютный матч сыграла 3 сентября 1994 года против Новой Зеландии на международном турнире в Индии. Всего провела не менее 6 матчей. В 2001 году забила гол в ворота сборной Молдавии.
По состоянию на 2012 год работала главным тренером молодёжной команды «Рязань-ВДВ», игравшей в первом дивизионе, продолжала работать в Рязани до середины 2010-х годов. В качестве тренера юниорской сборной Рязанской области стала бронзовым призёром первенства России среди 17-летних 2016 года. Затем работала в частных спортивных школах и в ДЮСШ г. Красноармейска (Московская область).
Окончила Государственную академию физической культуры и спорта (Краснодар, 2000) и высшую школу тренеров при РГУФК (Москва, 2014). Имеет тренерскую лицензию «В».